# Telecommunications Act of 1996
Telecommunications Act of 1996 var den mest omfattande telekommunikationslagstiftningen i USA sedan Communications Act of 1934. Lagen undertecknades av president Bill Clinton, och innebar stora förändringar inom amerikansk telekommunikationslagstiftning, då Internet för första gången nämndes. Bland de mer kontroversiella innehållen fans Title 3 ("Cable Services"), som tillät korsägande. Enligt FCC var syftet med lagen att "låta alla kunna ta sig in i kommunikationsföretagens värld och låta alla kommunikationsföretag tävla mot varandra på alla marknader." Lagstiftningens huvudmål var den avreglerade TV- och radio- samt telekommunikationsmarknaden.